# Arthroleptella bicolor
Arthroleptella bicolor (tên tiếng Anh: Bainskloof Moss Frog) là một loài ếch trong họ Petropedetidae. Chúng là loài đặc hữu của Nam Phi.
Các môi trường sống tự nhiên của chúng là thảm cây bụi kiểu Địa Trung Hải và sông. Loài này đang bị đe dọa do mất môi trường sống.